# Gráficos tartaruga
Gráficos tartaruga é um termo em Computação gráfica para um método de programar desenhos vetoriais usando um cursor relativo (a "tartaruga") sob um plano cartesiano. Os gráficos tartaruga são um recurso chave da linguagem de programação Logo.

## Visão geral
A tartaruga possui três atributos:
1. uma localização
2. uma orientação

Uma espiral desenhada com um algoritmo interativo de gráfico tartaruga

3. uma caneta, ela própria possuindo atributos tais como cor, espessura, e levantada ou abaixada.

A tartaruga se movimenta com comandos que são relativos à sua própria posição, tais como "mova para frente 10 espaços" e "gire 90 graus para a direita". A caneta transportada pela tartaruga também pode ser controlada, ao habilitá-la, configurando sua cor, ou configurando sua espessura. Um estudante pode entender (e prever e raciocinar sobre) o movimento da tartaruga ao imaginar o que eles fariam se fossem a tartaruga. Seymour Papert chamou a este raciocínio de "corpo sintônico".
É possível construir formas como quadrados, triângulos, círculos e outras figuras compostas. Combinados com controle de fluxo, procedimentos e recursão, a ideia dos gráficos tartaruga também é útil em um sistema de Lindenmayer para gerar fractais.
A Geometria de tartaruga também é utilizada algumas vezes em ambientes gráficos como uma alternativa ao sistema gráfico estritamente endereçado por coordenadas.

## História
Os gráficos tartaruga estão frequentemente associados à linguagem Logo. Seymour Papert adicionou suporte para os gráficos tartaruga ao Logo no final da década de 1960 para suportar sua versão do robô tartaruga, um robô simples controlado da estação de trabalho do usuário que é desenhada para realizar as funções de desenho associadas a ele usando uma pequena caneta retrátil definida no ou ligada ao corpo do robô. A geometria de tartaruga funciona um pouco diferente da geometria cartesiana endereçada em (x,y), sendo primariamente baseada em vetores (i.e. direção relativa e distância de um ponto inicial) em comparação aos sistemas endereçados por coordenadas tais como PostScript. Como uma matéria prática, o uso da geometria de tartaruga ao invés de um modelo mais tradicional imita a lógica do movimento atual da tartaruga robô. A tartaruga é tradicionalmente e mais frequentemente representada pictoricamente tanto como um triângulo ou um ícone de tartaruga, embora ela possa ser representada por qualquer ícone.
A filha de Papert, Artemis, vem utilizando os gráficos tartaruga para explorar a relação entre arte e algorítmo.
Atualmente as implementações dos gráficos tartaruga estão disponíveis para todas as principais plataformas desktop e móveis.

## Extensão para três dimensões

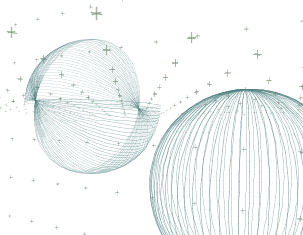
Um exemplo de gráfico de tartaruga tridimensional do Cheloniidae Turtle Graphics.

As ideias por trás dos gráficos tartaruga podem ser estendidas para incluir o espaço tridimensional. Isso é possível ao utilizar um entre muitos modelos coordenados diferentes. Se a tartaruga opera em coordenadas cilíndricas, então ela possui uma localização e uma cabeça no interior de seu plano, que pode ser rotacionado em torno do eixo vertical. Isso frequentemente se manifesta com a tartaruga adquirindo dois ângulos de cabeça, um dentro do plano e o outro determinando o ângulo do plano. Mudar o ângulo do plano geralmente não movimenta a tartaruga.